# Piper macrostylum
Piper macrostylum är en pepparväxtart som beskrevs av C. Dc.. Piper macrostylum ingår i släktet Piper och familjen pepparväxter. Inga underarter finns listade i Catalogue of Life.